# Operação Omertà
Operação Omertà foi uma operação policial brasileira deflagrada pela Polícia Federal, em 26 de setembro de 2016, que representou a 35ª fase da Operação Lava Jato.
O ex-ministro do Partido dos Trabalhadores (PT), Antonio Palocci, foi preso na operação. Ao todo, foram expedidos 45 mandados judiciais, sendo 27 de busca e apreensão, três de prisão temporária e 15 de condução coercitiva. A operação ocorreu em São Paulo, Rio de Janeiro, Espírito Santo, Bahia, Mato Grosso, Mato Grosso do Sul e no Distrito Federal.
No mesmo dia, foi detido na operação, o ex-chefe de gabinete de Palocci, Juscelino Antonio Dourado. Ele era assessor do ex-ministro durante o governo Lula e atualmente presidia um instituto de uma empresa ambiental com sede em Paulínia (SP).